# The Changing of Times
The Changing of Times is het derde studioalbum van de Amerikaanse punkband Underoath.

## Nummers
| 1.                 | When the Sun Sleeps             | 5:33 |
| 2.                 | Letting Go of Tonight           | 1:52 |
| 3.                 | A Message for Adrienne          | 4:37 |
| 4.                 | Never Meant to Break Your Heart | 3:55 |
| 5.                 | The Changing of Times           | 4:08 |
| 6.                 | Angel Below                     | 3:23 |
| 7.                 | The Best of Me                  | 3:33 |
| 8.                 | Short of Daybreak               | 2:43 |
| 9.                 | Alone in December               | 5:11 |
| 10.                | 814 Stops Today (Instrumental)  | 0:49 |
| Totale duur: 35:45 |                                 |      |

## Personele bezetting
Underoath
- Aaron Gillespie – drums, percussie, schone vocalen op nummer 1, 5 en 9
- Dallas Taylor – vocalen
- Octavio Fernandez – slaggitaar
- Tim McTague – leidende gitaar
- William Nottke – basgitaar
- Chris Dudley – keyboard, synthesizers, programmeren, samplen

Productie
- James Paul Wisner – producer, mixer, additionele bas, gitaa
- Alan Douches – masteren bij West Side Studios
- Dean Dydek – assistent engineer
- Mark Portnoy – opname van de drums bij Landmark Productions
- Earl Gillespie – fotografie
- TheHaloFarm – albumontwerp